# Campionato del mondo di arrampicata 1999
Il Campionato del mondo di arrampicata 1999 si è tenuto il 3 dicembre 1999 a Birmingham, Regno Unito.

## Specialità lead

### Uomini
| Pos. | Atleta               | Paese    |
| ---- | -------------------- | -------- |
|      | Bernardino Lagni     | Italia   |
|      | Yuji Hirayama        | Giappone |
|      | Maksym Petrenko      | Ucraina  |
| 4    | Arnaud Petit         | Francia  |
| 5    | Cristian Brenna      | Italia   |
| 6    | Alexandre Chabot     | Francia  |
| 7    | Christian Bindhammer | Germania |
| 8    | Dai Koyamada         | Giappone |
| 9    | Andreas Bindhammer   | Germania |
| 9    | Salavat Rakhmetov    | Russia   |

### Donne
| Pos. | Atleta                     | Paese       |
| ---- | -------------------------- | ----------- |
|      | Liv Sansoz                 | Francia     |
|      | Muriel Sarkany             | Belgio      |
|      | Elena Ovtchinnikova        | Stati Uniti |
| 4    | Marietta Uhden             | Germania    |
| 5    | Annatina Schultz           | Svizzera    |
| 6    | Martina Cufar              | Slovenia    |
| 7    | Delphine Martin            | Francia     |
| 8    | Josune Bereciartu Urruzola | Spagna      |
| 9    | Sandrine Levet             | Francia     |
| 10   | Damaris Knorr              | Germania    |

## Specialità speed

### Uomini
| Pos. | Atleta                 | Paese    |
| ---- | ---------------------- | -------- |
|      | Vladimir Zakharov      | Ucraina  |
|      | Vladimir Netsvetaev    | Russia   |
|      | Alexei Gadeev          | Russia   |
| 4    | Andrey Vedenmeer       | Ucraina  |
| 5    | Yevgen Kryvosheytsev   | Ucraina  |
| 5    | Tomasz Oleksy          | Polonia  |
| 5    | Iakov Soubbotine       | Russia   |
| 5    | Maksym Styenkovyy      | Ucraina  |
| 9    | Daniel Andrada         | Spagna   |
| 9    | Dmitri Bytchkov        | Russia   |
| 9    | Mathieu Dutray         | Francia  |
| 9    | Luca Giupponi          | Italia   |
| 9    | Csaba Komondi          | Ungheria |
| 9    | César Ciudad Manzanedo | Spagna   |
| 9    | Lukasz Müller          | Polonia  |
| 9    | Alexandr Paukaev       | Ucraina  |

### Donne
| Pos. | Atleta                | Paese         |
| ---- | --------------------- | ------------- |
|      | Olga Zakharova        | Ucraina       |
|      | Olena Ryepko          | Ucraina       |
|      | Natalia Novikova      | Russia        |
| 4    | Zosia Podgorbounskikh | Russia        |
| 5    | Alena Ostapenko       | Ucraina       |
| 5    | Nataliya Perlova      | Ucraina       |
| 5    | Mayya Piratinskaya    | Russia        |
| 5    | Renata Piszczek       | Polonia       |
| 9    | Kim Anthoni           | Belgio        |
| 9    | Olga Bibik            | Russia        |
| 9    | Mariana Ene           | Romania       |
| 9    | Mi-Sun Go             | Corea del Sud |
| 9    | Jitka Kuhngaberova    | Rep. Ceca     |
| 9    | Berta Martin Sancho   | Spagna        |
| 9    | Tatiana Ruyga         | Russia        |
| 9    | Svetlana Sutkina      | Russia        |